# か

平假名か（清音）

平假名が（濁音）

片假名カ（清音）

片假名ガ（濁音）

平假名か和片假名カ是日语的假名之一，由一个音节组成。在日语五十音图中排第2行第1个（か行あ段）的位置。か（平假名）和カ（片假名）是清音，其對應的濁音為が（平假名）和ガ（片假名）。

## 筆畫順序

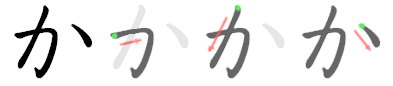
平假名か的筆畫順序

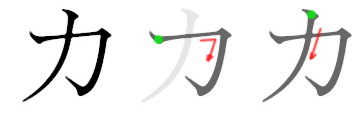
片假名カ的筆畫順序

## 關於か和カ
| 現代日語發音     | 由1個子音和1個母音形成/kä/音，其對應的濁音為/gä/音                      |
| 五十音顺序       | 第6位                                                                   |
| 伊吕波顺序       | 第14位，「わ」之后、「よ」之前                                          |
| 平假名「か」字源 | 「加」字的草書                                                          |
| 片假名「カ」字源 | 「加」字的左半部                                                        |
| 日语罗马字       | ：平文式罗马字：ka 训令式罗马字：ka ：平文式罗马字：ga 训令式罗马字：ga |
| 点字             |                                                                         |
| 通话表           | 「」                                                                    |
| 摩尔斯电码       | ▄                                                                       |